# Charlotte FC
Charlotte Football Club este un club de fotbal profesionist cu sediul în Charlotte, Carolina de Nord. Clubul concurează în Major League Soccer (MLS) ca membru al Conferinței de Est. Echipa este deținută de David Tepper, căruia i s-a acordat franciza de extindere pe 17 decembrie 2019. A început să joace în sezonul MLS 2022 ca a 28-a franciză a ligii. Charlotte FC joacă pe Bank of America Stadium, pe care îl împarte cu Carolina Panthers din Liga Națională de Fotbal American, o echipă deținută tot de Tepper; capacitatea stadionului este redusă la 38.000 pentru majoritatea meciurilor.

## Lotul actual
La 25 aprilie 2025. 
| Nr. |                            | Poziție | Jucător                                                |
| --- | -------------------------- | ------- | ------------------------------------------------------ |
| 1   | Croația                    | P       | Kristijan Kahlina                                      |
| 2   | Canada                     | F       | Jahkeele Marshall-Rutty (împrumutat de la CF Montréal) |
| 3   | Statele Unite ale Americii | F       | Tim Ream                                               |
| 4   | Statele Unite ale Americii | M       | Andrew Privett                                         |
| 6   | Noua Zeelandă              | F       | Bill Tuiloma                                           |
| 8   | Anglia                     | M       | Ashley Westwood (căpitan)                              |
| 10  | Coasta de Fildeș           | A       | Wilfried Zaha (împrumutat de la Galatasaray)           |
| 11  | Israel                     | A       | Liel Abada                                             |
| 13  | Statele Unite ale Americii | M       | Brandt Bronico                                         |
| 14  | Anglia                     | F       | Nathan Byrne                                           |
| 16  | Spania                     | M       | Pep Biel (împrumutat de la Olympiacos)                 |
| 17  | Israel                     | A       | Idan Toklomati                                         |
| 18  | Columbia                   | A       | Kerwin Vargas                                          |
| 19  | Statele Unite ale Americii | M       | Eryk Williamson                                        |
| 21  | Coasta de Fildeș           | F       | Souleyman Doumbia (împrumutat de la Standard Liège)    |
| 22  | Statele Unite ale Americii | P       | David Bingham                                          |

| Nr. |                            | Poziție | Jucător            |
| --- | -------------------------- | ------- | ------------------ |
| 23  | Serbia                     | M       | Nikola Petković    |
| 24  | Statele Unite ale Americii | F       | Mikah Thomas       |
| 25  | Anglia                     | A       | Tyger Smalls       |
| 26  | Statele Unite ale Americii | P       | Chituru Odunze     |
| 27  | Statele Unite ale Americii | A       | Nimfasha Berchimas |
| 28  | Franța                     | M       | Djibril Diani      |
| 29  | Franța                     | F       | Adilson Malanda    |
| 31  | Statele Unite ale Americii | P       | George Marks       |
| 33  | Statele Unite ale Americii | A       | Patrick Agyemang   |
| 35  | Statele Unite ale Americii | A       | Nick Scardina      |
| 36  | Canada                     | M       | Brandon Cambridge  |
| 38  | Capul Verde                | A       | Iuri Tavares       |
| 39  | Statele Unite ale Americii | F       | Jack Neeley        |
| 40  | Statele Unite ale Americii | F       | Jahlane Forbes     |
| 41  | Statele Unite ale Americii | A       | Brian Romero       |